# Балашиха
Балашиха (на руски: Балашиха) е град в Русия, Московска област.
Това е най-населеният град в областта, като след присъединяването към него на град Железнодорожний (от 22 януари 2015 г.) населението на обединения град става общо 393 326 души, считано по данни към 1 януари 2014 г.

## География
Градът се намира на 30 километра източно от столицата Москва. Разположен е на реките Пехорка и Чернавка. След разширяването си през 2003 – 2004 година заема обширна територия на изток от Москва, разширявайки се от север на юг с 11 километра, а от запaд на изток – с 15 километра. Известен е с уникалната по рода си водоснабдяваща система.
Населението на града е 247 075 души (1 януари 2014).

## История
Първото споменаване на Балашиха е от ХVІ век. За дата на основаване на селището се счита 1830 година, когато княз Трубецкой заедно с предприемача Молошников построява дървена фабрика за платове. Идникват нови фабрики и селища. На 28 май 1928 г. с постановление на правителството на Съветска Русия е създадено обединеното работническо селище Балашиха. Строят се самолетостроителен, авиоремонтен, ремонтно-механичен заводи, аеродрум.
На 19 септември 1939 г. Върхоният съвет на СССР обявява Балашиха за град. На 19 май 1941 г. става районен център (вм. гр. Реутов), а районът се преименува на Балашихински.
На 25 декември 2014 година Московската областна дума одобрява внесения от губернатор на Московска област закон за обединяване на градовете на областно подчинение Балашиха и Железнодорожний в град с наименование Балашиха. Законът влиза в сила от 22 януари 2015 г.

## Икономика
Център е на текстилната индустрия още от времето на основаването на селището. През ХХ век силно развитие получава машиностроенето (авиационно, автомобилно), химическата, дървообработващата и др. промишленост.
Има санаториуми. Разполага с 6 железопътни спирки, а също така и 4 платформи (спирки) по линията Москва – Нижни Новгород. Главните автотранспортни артерии са Горкиевско шосе, Шчолковско шосе, Носовихинско шосе.

## Други
На територията на града са разположени военните обекти: ОМСДОН, Главен щаб на ВВС на Русия, Щаб на командването на ПВО със специално предназначение, център за подготовка на група „Вимпел“, главен полигон на Министерството на гражданската отбрана и извънредните ситуации, Балашихински гарнизонен военен съд.
В града функционират:
- висши училища – Военнотехнически университет, Руски аграрен задочен университет, Академия по сигурност и право, Московски областен институт по управление, Институт по социално-икономическо прогнозиране и моделиране, филиал на университет;
- научни институти – Научноизследователски инженерен институт, Пътен НИИ, Всеруски НИИ по противопожарна отбрана, НИИ по криогенно машиностроене.

Действат следните културни учреждения: Регионален исторически музей, музей на ПВО, картинна галерия, Дворец на културата, 3 кинотеатъра, развлекателни комплекси и др. Сред забележителностите на града са усадбите Пехра-Яковлевское и Горенки, много църкви, леденият дворец „Балашиха-Арена“.

## Побратимени градове
- Перник, България
- Янджоу, Китай